# Томчук Іван Феліксович
Іван Феліксович Томчук (нар. 15 січня 1923, Вінниця) — український художник декоративної кераміки; член Спілки художників України.

## Біографія
Народився  15 січня 1923 року в селі Шереметці (тепер район Пирогове Вінниці). 1959 року закінчив  Львівський інститут прикладного та декоративного мистецтва (викладачі Тарас Порожняк, Вітольд Манастирський, Данило Довбошинський). З 1966 року викладав у Львівському інституті прикладного та декоративного мистецтва.
Брав участь у всеукраїнських виставках з 1969 року. Жив у Львові в будинку на вулиці Тернопільській, 1 а, квартира 6. 

## Творчість
Працював в галузі декоративного мистецтва (художня кераміка). Твори:
- декоративні тарілки «Щаслива полонина» (1960); «Замріяна Катерина» (1961);
- декоративні блюда «Думи про Україну» (1963); «Знову на Україні» (1964) та інше.

Твори зберігаються у Музеї етнографії та художнього промислу у Львові.